# 功夫 (乐队)
功夫乐队，是三个来自天津的大学生在1999年创建的乐队。在经历了最开始的失败后，功夫乐队逐渐以自己的风格在说唱音乐界走红。现在功夫是新峰音乐的签约艺人之一。
2004年时，功夫发布了自己的第一张专辑《冲动》。

## 乐队成员
- 杨帆 - 主唱
- 虫子 - DJ
- 富贵 - 键盘手

## 作品
- 《冲动》（2004年）
- 《凤凰起舞，百鸟和鸣》（2006年）